# روزاريو أندرادي
روزاريو أندرادي (مواليد ولاية فيراكروز في 6 نيسان\أبريل 1946)، هي مغنية سوبرانو مكسيكية. فازت بالعديد من الجوائز في جميع أنحاء العالم.

## الحياة المهنية
درست في المعهد الوطني للموسيقى في المكسيك ثم في أكاديمية سانتا تشيشيليا الوطنية في روما، إيطاليا. عام 1867، كان أول ظهور لها كمغنية أوبرا في خالابا ف فيراكروز وفي تريفيزو في إيطاليا، حيث قدمت أوبرا البوهيمي (أوبرا). وفي عام 1974، قدمت في قصر الفنون الجميلة في مدينة مكسيكو.
عام 1983، عرضت في الذكرى المئوية لدار أوبرا متروبوليتان في نيويورك. كما قدمت عروضاً في قاعة كارنيغي في نيويورك، وفي صالة تشايكوفسكي في كونسرفاتوار موسكو، وفي دار الأوبرا في ريغا، ووارسو وباريس وميلان وروما، إضافة إلى الغناء في الأرجنتين والبرازيل وكولومبيا وفنزويلا واليابان وماليزيا وسنغافورة وهونغ كونغ.

## الجوائز والتقديرات
فازت في مسابقات توتي ديل مونتي للغناء ومسابقات فاني أنتيوا وجائزة مؤسسة موراليس إستيفيس وجائزة الإذاعة والتلفزيون الإيطالي. عام 1975، فازت بالجائزة الأولى لمسابقة الفن الغنائي في لييج في بلجيكا. في 16 أيار (مايو) 2009، تم تكريمها في مدينة فيراكروز، بعد 10 سنوات من تقاعدها كمغنية ومعلمة، وذلك على مسرح فرانسيسكو خافيير كلافييرو دي فيراكروز.